# Rivière Blondeau (rivière Fraser)
Pour les articles homonymes, voir Rivière Blondeau et Blondeau.
La rivière Blondeau est un affluent de la rivière Fraser, coulant dans les municipalités de Belleterre et de Latulipe-et-Gaboury, dans la municipalité régionale de comté (MRC) de Témiscamingue, dans la région administrative de l’Abitibi-Témiscamingue, au Québec, au Canada.
La rivière Blondeau coule entièrement en territoire forestier. La foresterie constitue la principale activité économique de ce bassin versant ; les activités récréotouristiques, en second.
Annuellement, la surface de la rivière est habituellement gelée de la mi-novembre à la mi-avril, toutefois la circulation sécuritaire sur la glace se fait généralement de la mi-décembre à la fin mars.

## Géographie
La rivière Blondeau prend sa source à l’embouchure du lac Blondeau (longueur : 1,7 km ; altitude : 321 m) dans la municipalité de Belleterre. Ce lac s’alimente de la décharge du lac Martel (venant du sud) et de la décharge de trois petits lacs (venant du nord). Ce lac comporte quatre îles.
L’embouchure du lac Blondeau est localisée à :
- 8,4 km au nord-est de l’embouchure de la rivière Blondeau ;
- 18,9 km à l'est de l’embouchure de la rivière Fraser ;
- 34,5 km à l'est de l’embouchure du lac des Quinze sur la rivière des Outaouais ;
- 17,7 km au sud-est du centre du village de Moffet ;
- 15,6 km au sud du lac Simard.

Les principaux bassins versants voisins de la rivière Blondeau sont :
- côté nord : lac Grassy, lac des Quinze, rivière Fraser, rivière des Outaouais ;
- côté est : rivière aux Sables, rivière Guillet ;
- côté sud : rivière des Bois, rivière McKenzie, lac Ostaboningue ;
- côté ouest : rivière Fraser (rivière des Outaouais), rivière Laverlochère, rivière McKenzie (rivière Fraser).

À partir de l’embouchure du lac Pierre (situé à l'ouest du lac), la rivière Blondeau coule sur 21,9 km selon les segments suivants :
- 5,2 km vers le sud, jusqu’à un ruisseau (venant du sud) ;
- 2,6 km vers le sud-ouest, en serpentant en zone de marais jusqu’à un ruisseau (venant du sud-est) ;
- 1,7 km vers l'ouest en zone de marais jusqu’à la décharge du Lac à la Vase (venant du nord) ;
- 1,6 km vers l'ouest, jusqu’au ruisseau Gingras (venant du nord) ;
- 10,8 km vers l'ouest en traversant des zones de marais et en entrant dans le territoire de Latulipe-et-Gaboury, puis vers le nord, jusqu'à l’embouchure de la rivière[2].

La rivière Blondeau se décharge sur la rive gauche de la rivière Fraser.
Cette confluence de la rivière Marécaguese est située à :
- 11,2 km au sud-est de l’embouchure de la rivière Fraser ;
- 27,6 km au sud-est du barrage des Quinze situé à l’embouchure du lac des Quinze ;
- 21,1 km au sud-est du lac Simard ;
- 6,7 km au sud-est du centre du village de Latulippe ;
- 41,1 km à l'est du lac Témiscamingue ;
- 36,9 km au nord-est du centre-ville de Ville-Marie.

## Toponymie
Le terme « Blondeau » constitue un patronyme de famille d’origine française. Jadis, ce cours d'eau était désigné "Petite rivière Fraser".
Le toponyme « rivière Blondeau » a été officialisé le 5 décembre 1968 à la Commission de toponymie du Québec, soit à la création de cette commission.